# Karl Immermann

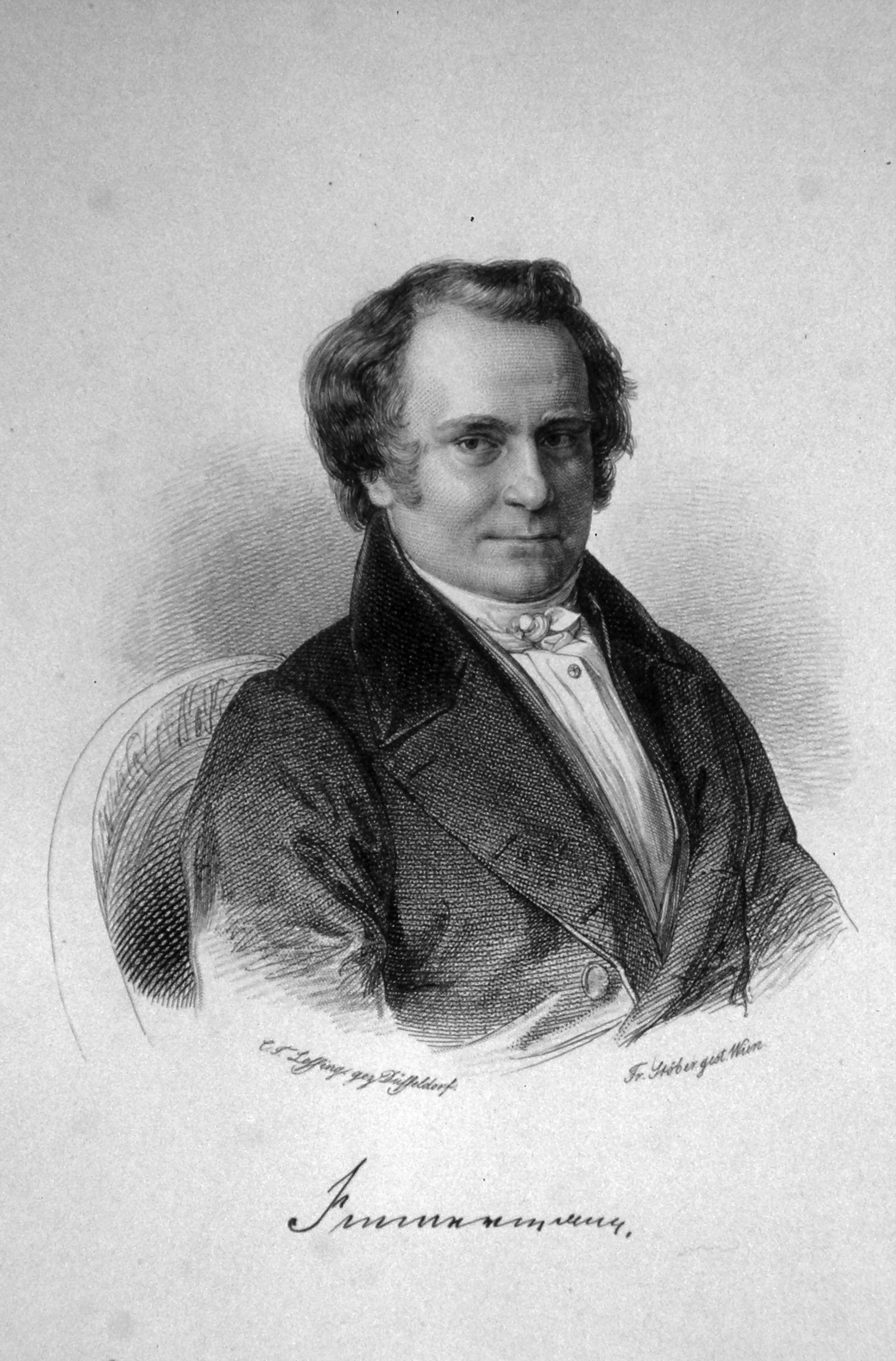
Karl Leberecht Immermann.

Karl Leberecht Immermann, född den 24 april 1796 i Magdeburg, död den 25 augusti 1840 i Düsseldorf, var en tysk författare.

## Biografi
Immermann studerade i Halle, deltog i Napoleonkrigen, bland annat i slagen vid Ligny och Waterloo, inträdde 1817 i preussisk statstjänst och blev 1819 auditör i Münster. Där gjorde han bekantskap med den spirituella grevinnan Elisa von Ahlefeldt, och ett kärleksförhållande utvecklade sig mellan dem som fick till följd att hennes redan förut disharmoniska äktenskap med friskareanföraren general von Lützow upplöstes.
År 1824 flyttade Immermann som kriminaldomare till Magdeburg och 1827 som medlem av Oberlandesgericht till Düsseldorf, dit han även följdes av grevinnan Ahlefeldt, som uppehöll sig i hans omedelbara närhet, ända till dess han 1839 gifte sig med Marianne Niemeijer. I Düsseldorf fann Immermann en omgivning, ägnad att utveckla de skaldeanlag, som redan under hans vistelse i Münster väckt uppmärksamhet (lustspelet Die Prinzen von Syrakus, 1821, Gedichte, 1822, sorgespelen König Periander und sein Haus, 1823, Cardenio und Celinde, 1826, med flera).
Åren 1835–1838 ledde han stadens teater, som han sökte lyfta till rangen av mönsterscen och där han verkligen åstadkom ovanligt stora resultat med jämförelsevis små medel. Immermann stod i sin diktning avgjort under romantikens inflytande, men har likväl berett väg för verklighetsskildringen genom aktuella och realistiskt sedda noveller.
Mysteriedramat Merlin (1831) är en faustiad efter Faust i stora mått, trilogin Alexis (1832), om Peter den stores son, är ett betydande historiskt skådespel, där folkets naturliga utveckling sätts som det högsta.
Romanen Die Epigonen (1836) har visserligen en del ärvda romantiska insatser, men får betydelse av den med kraft genomförda skildringen av striden mellan den nya maskinindustrin och de gamla stånden, särskilt adeln, ett motiv, som han redan förut skämtsamt vidrört i den behagfulla komiska hjältedikten Tulifäntchen (1830).
Högst nådde Immermann i den omfattande, löst komponerade humoristiska romanen Münchhausen. Eine Geschichte in Arabesken (1839, flera upplagor), vilken angrep som tidens grundfel en inre osanning, ett dilettantiskt spel i ärvda eller inbillade roller. En av romanens delar, den realistiska landtidyllen Der Oberhof, har framför allt blivit populär och gjort epok som allmogeskildring.
Sysselsatt med en omdiktning av Tristan und Isolde (1842; 2:a upplagan 1854) och utgivandet av de som tidsmålning viktiga Memorabilien (3 band, 1840-43), bortrycktes Immermann plötsligt av nervfeber. Gesammelte Schriften
utkom 1835-43 i 11 band och 1883 i 20 band.